# Алмали (Панфіловський район)
Алмали́ (каз. Алмалы) — село у складі Панфіловського району Жетисуської області Казахстану. Входить до складу Баскунчинського сільського округу.
У радянські часи існувало два села Алмали та Авангард.
Населення — 3407 осіб (2021; 3007 у 2009, 2803 у 1999, 2413 у 1989).